# گئوراما

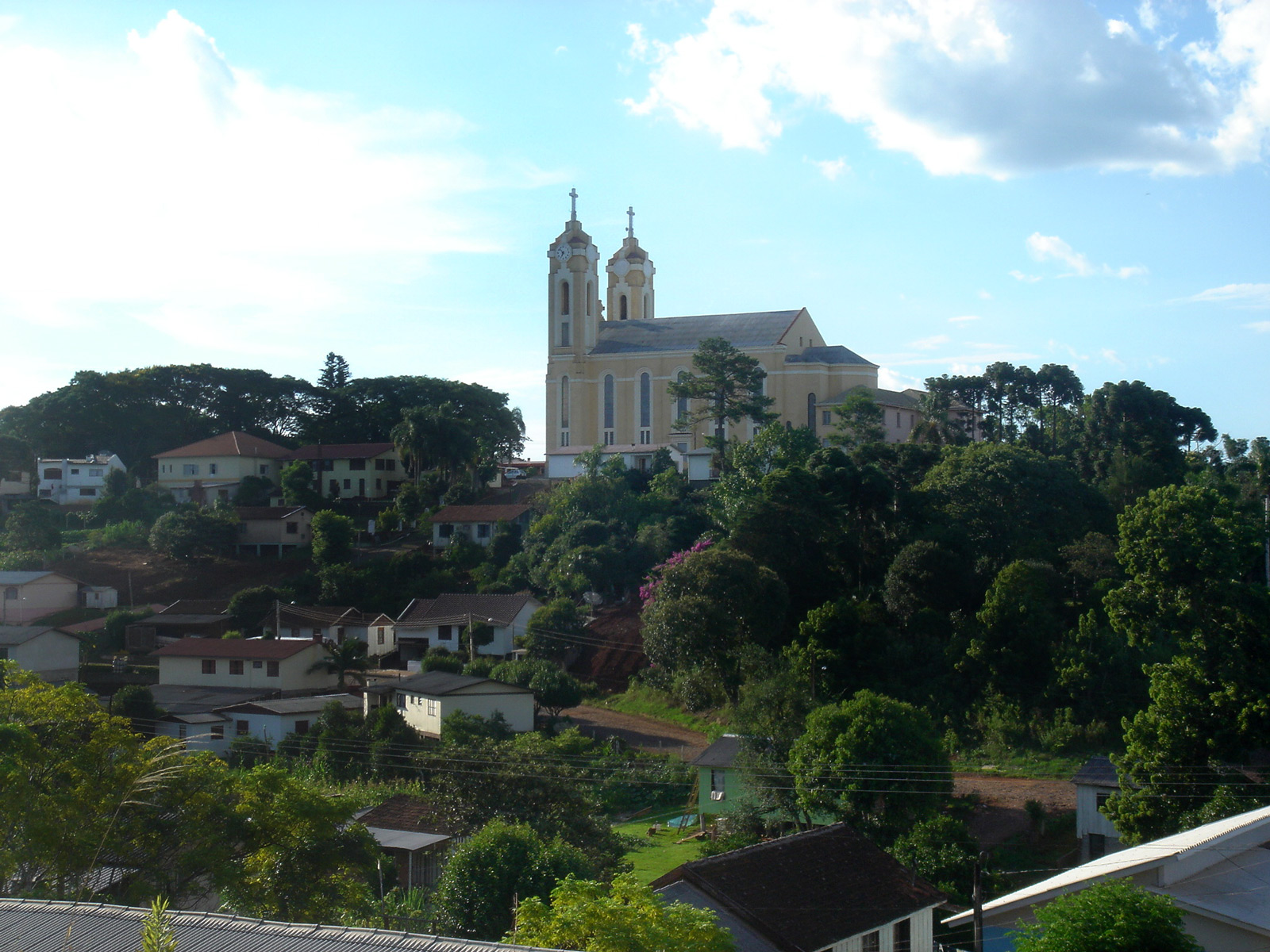
نمای گاوراما

گئوراما یک شهر در دولت ریو گرانده دو سول، برزیل است.